# Colonia Morelos San Felipe y Santiago
Colonia Morelos San Felipe y Santiago är en ort i Mexiko, tillhörande kommunen Jiquipilco i den nordvästra delen av delstaten Mexiko. Orten hade 281 invånare vid folkräkningen 2010.